# Scoliocentra thoracica
Scoliocentra thoracica is een vliegensoort uit de familie van de afvalvliegen (Heleomyzidae). De wetenschappelijke naam van de soort is voor het eerst geldig gepubliceerd in 1935 door Collin.